# Газове світло
«Газове світло» (англ. Gas Light, в США відома як «Вулиця ангела») — п'єса британського драматурга Патріка Гамільтона. Прем'єра відбулась 5 грудня 1938 року в Лондоні.
П'єса і американська екранізація започаткувало термін газлайтинг, який визначають як «форма психологічної маніпуляції, метою якої є змусити жертву сумніватися в адекватності свого сприйняття навколишньої дійсності».

## Сюжет
Дія відбувається у 1880 році в Лондоні в тумані, в будинку середнього класу Джека Маннінга і його дружини Белли. Пізній день, час, який Гамільтон відзначає як час "перед слабким світанком газу і чаю".
Белла на межі, а суворі докори її владного чоловіка (який заграє зі служницями) погіршують справи. Що найбільше обурює Беллу — це незрозумілі зникнення Джека з дому: він не скаже їй, куди йде, і це посилює її тривогу. Стає зрозуміло, що Джек має намір переконати Беллу, що вона божевільна, навіть до того, щоб запевнити, що вона уявляє, що газове світло в будинку тьмяніє.
Поява поліцейського детектива під назвою Раф змушує Беллу усвідомити, що Джек відповідає за її муки. Раф пояснює, що квартиру нагорі колись займала якась Аліса Барлоу, заможна жінка, яку вбили за коштовності, але вбивцю так і не знайшли.
Джек щовечора ходить до квартири шукати дорогоцінності, а запалення газу у квартирі призводить до того, що в решті будівлі вогні тьмяніють. Його кроки в нібито порожній квартирі переконують Беллу, що вона «чує речі». Раф переконує Беллу, допомогти йому викрити Джека як вбивцю, що вона робить, але не раніше, як мститься Джеку, удаючи, що допомагає йому врятуватися. В останню хвилину вона нагадує йому, що, божевільна, не несе відповідальності за свої вчинки. Вистава завершується, коли Джека везуть до поліції.

## Персонажі
- містер Джек Меннінгем
- місис Белла Меннінгем
- Елізабет
- Ненсі
- Раф

Виконавці головних ролей у бродвейській постановці «Angel Street»
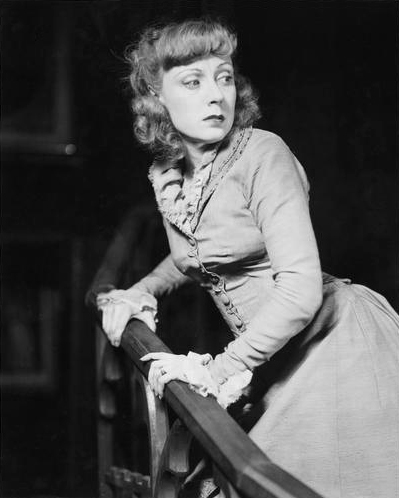
Белла (Джудіт Евелін)
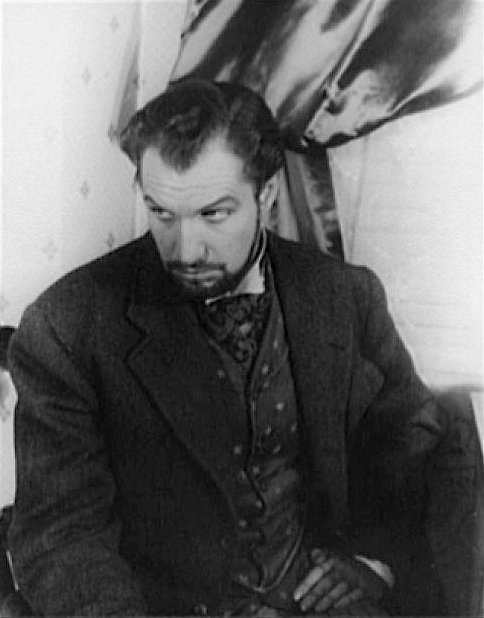
Джек (Вінсент Прайс)
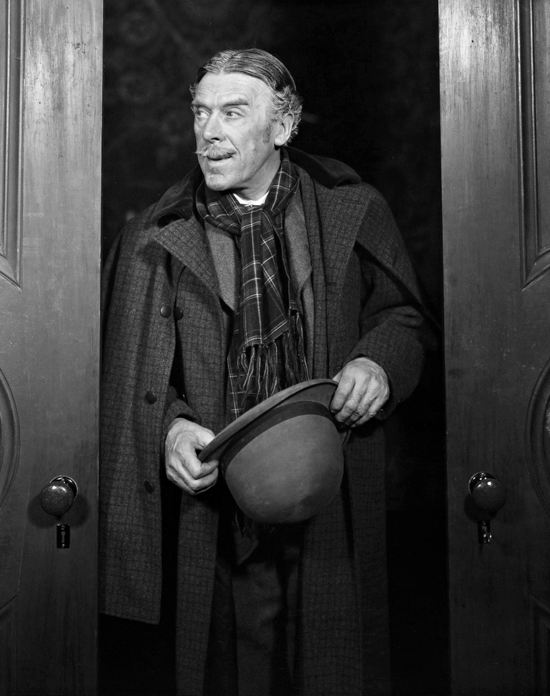
Раф (Лео Керрол[en])

## Критика
Луї Кроненбергер написав у своєму огляді на постановку "Міського центру 1948 року", що "він залишається одним із кращих трилерів ... назвемо його одним із найкращих. Все-таки, хоч він і чудово тримає три дії, мені це здається видатним добре тільки для одного ".  Критик "Нью-Йорк Таймс" Брукс Аткінсон розпочинає свою рецензію від 6 грудня 1941 року таким спостереженням: "Хоча Патрік Гамільтон пише свої трилери в межах маленького компасу, він пише їх з безмежною майстерністю і вправністю. "Вулиця Ангела", від якої вчора ввечері у Золотому театрі пробіг мороз по шкірі, знята з верхньої полиці театру". 
Рецензент виробництва «Нью-Йорк Таймс» 2007 року написав:
"Девід Сталлер грає цього небажаного чоловіка як людину, чия похіть нічого не звільняє. Кожного разу, коли він з’являється на сцені, ви думаєте: тримайте цю людину подалі від моєї няні та Ролекса. Шахрайська поза містера Сталлера модулює жорстокість його персонажа, погіршуючи потенційно задушливий настрій. Містер Гамільтон вважав, що наші найнебезпечніші вороги завжди були в кімнаті з нами ..., і його робота може відчувати себе клаустрофобічною. Пані Мур знає про це, забезпечуючи належну вентиляцію, щоб очистити значну частину вікторіанської необхідності. Брайан Мюррей, граючи детектива, який розкриває план Меннінгема, є її найбільшим надбанням у цьому плані. Він з'являється на сцені з червоними щоками Діда Мороза, старечим глухим, який ховається в куточках і куточках, демонструючи доброзичливий сарказм, який дражнить Беллу від її затуманеної поблажливості."
Енджел-стріт став хітом у прем'єрі на Бродвеї, і вона залишається одним із найдовших немузикалів в історії Бродвею, із загальною виставою 1,295. [14]
Він залишається багаторічним фаворитом як репертуарних, так і аматорських театральних колективів. [Потрібна цитата]

## Екранізації
- Британський фільм Газове світло, режисер — Торольд Дікінсон[en] (1940)
- Американський фільм Газове світло, режисер — Джордж К'юкор (1944)